# Lucius Pomponius
Lucius Pomponius (1. století př. n. l.) byl římský dramatik, autor dramatické formy zvané atellana (Atellanae Fabulae). Byl nazýván i Bononiensis, tedy pocházející z Bononia (dnes italské město Boloňa). S Pomponiovým jménem jsou dnes spojovány dochované názvy asi 70 dramatických děl a fragmenty přibližně 200 veršů.
Pomponius posunul formu atellana od jednoduché lidové zábavy bez předem daného scénáře směrem k vážnější komedii. I když v jeho podání vystupovaly na scéně stejné galerie atellanských postav, Pomponius pro (původně improvizační divadlo) vytvořil scénář psaný podle řeckého vzoru ve veršovaném metru a ohraničil jeho děj. Zdá se, že Pomponius byl i autorem klasických komedií a tragédií a že tyto formy divadla směšoval. U jeho atellan se tak setkáváme s názvy jak mytologického rázu (Andromacha, Marsyas) tak i s tituly připomínajícími novou komedii (řecký titul Adelfoi). Je pravděpodobné, že Pomponius v těchto atellanách zesměšňoval tragický i komický žánr.

## Vybrané názvy některých her
- Maccus Miles (Maccus vojákem)
- Leno (Kuplíř)
- Pseudo-Agamemnon (Falešný Agamemnon)
- Bucco Adoptatus (Bucco zvolen ve volbách)
- Bucco Auctoratus (Bucco gladiátorem)
- Prostibulam (Bordel)
- Aleones (Hráči)
- Pappus Agricola (Pappus rolníkem)
- Sponsa Pappi (Pappova nevěsta)
- Pappus Praeteritus (Pappus neuspěl ve volbách)

Pomponiovu schopnost využít lidový jazyk (lidovou latinu) atellan vyzdvihuje Macrobius, Seneca Starší i Velleius Paterculus.